# 住友電工情報システム
住友電工情報システム株式会社（すみともでんこうじょうほうシステム、英文社名：Sumitomo Electric Information Systems Co., Ltd.）は、システム開発を中心とした住友グループのシステムインテグレーター。 略称は、SIS。

## 概要
1998年10月に設立した、住友電気工業と住友電装を主要株主とするシステムインテグレーターである。
システムの開発・維持・運用、情報機器・パッケージソフトの販売等を行っている。

## 主力製品・事業
- パッケージソフトの開発・販売
  - QuickSolution -  全文検索・情報活用システム
  - 楽々Framework3 - 部品組み立て型システム開発基盤
  - 楽々WorkflowII - 電子承認・電子決裁システム
  - 楽々WorkflowII Cloud - クラウド型ワークフローサービス
  - 楽々Document Plus - 文書管理・情報共有システム
  - 楽々ProcurementII - Web購買システム
  - 楽々ProcurementII Cloud - クラウド版　購買・調達システム
  - 楽々SupportSite - へルプデスクの業務支援システム
  - 楽々Webデータベース - 業務効率化支援ツール
  - MCore - IT資産/セキュリティ統合管理システム
- 情報処理システムの開発受託
  - 生産管理・販売管理全般、人事・経理・購買・物流、FA、CAD/CAMなど
- コンピュータ運用業務の受託
- 情報機器の販売

## 主要事業所
- 本社 - 大阪市淀川区宮原3-4-30（ニッセイ新大阪ビル）
- 東京支社 - 東京都港区元赤坂1-3-13（赤坂センタービルディング）
- 中部支社 - 名古屋市中村区名駅2-45-7（松岡ビル）
- 福岡営業所 - 福岡市博多区博多駅前3-2-8（住友生命博多ビル）
- 関東事業所 - 栃木県鹿沼市さつき町3-3
- 小山事業所 - 栃木県小山市花垣町2-7-16
- 横浜事業所 - 横浜市栄区田谷町1
- 四日市事業所 - 三重県四日市市浜田町5-28
- 四日市事業所分室 - 三重県四日市市西末広町1-14
- 鈴鹿事業所 - 三重県鈴鹿市三日市町字中之池1820
- 伊丹事業所 - 兵庫県伊丹市昆陽北1-1-1

## 沿革
- 1998年 - 設立
- 1999年 - 住友電工ハイテックスおよび住友電工システムズ 情報システム部と統合
- 2003年 - CMM（Capability Maturity Model）レベル3を達成
- 2007年 - CMMI（Capability Maturity Model Integration）レベル3を達成
- 2008年 - 住友電装コンピュータシステム株式会社と事業統合
- 2011年 - CMMI（Capability Maturity Model Integration）レベル5を達成
- 2013年 - 東京支社を赤坂センタービルディングに移転
- 2015年 - 本社をニッセイ新大阪ビルに移転
- 2018年 - 住友電工システムソリューションからMCore事業を譲受

## 関連会社
- 住友電気工業 - 親会社（60%出資）
- 住友電装 - 親会社（40%出資）